# 김약수
김약수(金若水, 1890년 10월 21일~1964년 1월 10일)는 일제강점기의 사회주의 계열 독립운동가, 통일운동가이며, 대한민국과 조선민주주의인민공화국의 정치인이다.
일제강점기의 사회주의단체조직과 항일활동을 하다가 8.15 광복 뒤에는 한민당 조직에 가담했으나, 한민당 정치노선에 싫증을 느껴 1946년 10월 탈당. 김규식계열 정치노선에 활동하여 좌우합작운동에 투신하였다. 대한민국 정부 수립 이후 제헌국회에 당선되어 국회의원으로 활동하나 뒤에 국회프락치 사건에 연루되기도 했으며 한국전쟁 중 조선인민군과 월북하였다. 경상도 기장군 출신이며, 본명은 김두전(金枓全)이다.

## 생애

### 생애초기
조선 경상도 기장군 읍내면 동부동에서 김은홍의 아들로 태어났으며 본명은 김두전이었다.
서울로 상경하여 휘문의숙을 거쳐 경성공업학교로 진학했다. 경성공업학교를 거쳐 일본으로 유학, 일본대학 사회과에 입학하였다. 일본대학을 졸업하고 바로 귀국, 고향으로 돌아와 항일독립운동에 투신하여 기장광복회 회장직을 맡았다. 유년시절부터 친구였던 약산 김원봉과 천장 이여성과 가까이 지냈던 그는 1918년 고향인 기장에서 항일독립운동을 하다가 이들과 함께 독립운동의 뜻을 품고 중국 망명을 결심, 18년 중국 남경으로 건너갔다.
원어명은 김두전, 또는 김두희라 불리던 그는 이때 김원봉과 함께 일경의 추적을 피해 개명의 필요성을 느끼던 중, 작명을 알던 김원봉 인척의 도움으로 이름을 약수와 약산으로 각각 개명하였다 한다.
중국 난징에 도착한 김약수는 1918년 금릉대학 영문학과에 입학 영어를 배우던 중, 김원봉과 서간도로 건너가 군대를 조직하고 상해에 돌아와 잡지를 발간하며 파리강화회의에 한국인 대표를 파견할 계획을 수립한다. 이에 따라 김약수는 군대를 양성하기 위한 둔전과 비용을 마련하기 위해 만주 길림성으로 떠났다. 그러나 김약수는 국내의 3.1운동의 소식을 듣고는 대중을 기초로 독립운동을 하기 위해, 김원봉·이여성과 작별하고 1920년에 귀국했다. 김원봉은 만주에서 의열단을 조직, 무장투쟁의 길로 접어들었고, 이여성은 ML계로 김약수는 북풍회 계열로 각각 다른 길에서 독립운동을 하게 된다.

### 독립운동
1920년 조선노동공제회 상무간사에 위촉되었고 21년 일본으로 건너가 박열, 조봉암, 김사국, 원종린, 정태성 등과 함께 흑도회를 조직하였다. 1922년 2월 귀국, 서울로 올라가 동우회 선언을 발표했다. 그 뒤 흑도회가 붕괴의 조짐을 보이자 22년 12월 흑도회 내의 박열, 백무 등의 무정부주의자들과 결별, 흑도회를 탈퇴하여 북성회를 조직한 뒤 사회주의이념 보급을 위한 활동을 했다. 1924년 11월 조선내 북성회 본부인 북풍회를 결성하였다. 북풍회라는 이름을 짓게 된 동기로는 "북풍이 한 번 불게 되면 빈대나 모든 기생충이 날아가 버린다."는 속언에서 따왔다고 한다. 북풍회는 분열되어 있던 공산주의, 사회주의자들을 결집시켜 국내 최대의 역량을 가진 사회주의 운동단체로 성장하였다.
1925년 전국의 공산, 사회주의자들이 결집, 제1차 조선공산당을 조직하는데 참여하였다. 조선공산당 창당대회 당시 사회를 봤고, 조선공산당 인사부책을 맡았지만 조선공산당 결성 직후, 당내 주도권을 놓고 갈등, 경쟁관계에 있던 김찬, 조봉암, 박헌영, 김단야 등의 화요회계에 세력을 빼앗기고 말았다. 김약수는 화요회파와의 경쟁에서 밀려 그 해 10월 비판받고 당에서 제명당하였다. 곧바로 조선공산당 결성 소식을 접한 일본경찰의 첩보망에 포착, 1차 조선공산당원 검거에 걸려 재판받고 수감, 6년간 옥살이를 했다.
김약수와 주요 간부들의 구속으로 1930년대 북풍회는 조직활동의 차질을 빚다가 와해됐다. 석방된 뒤, 31년 5월 북풍회계의 송태우와 함께 잡지 "비판"을 발간하였다. 그 뒤 정부수립후 초대 법무부장관을 지낸 변호사 이인의 식객으로 활동했다. 당시 동아일보 기자로 있던 제헌국회의원 이상돈의 증언에 의하면 김약수가 처자를 떠나 조선공산당 사건당시 자신의 변호사였던 이인의 집에서 숙식을 하면서 명동의 다방 등지에 자주 나타나 전 북풍회쪽 사람이나 친한 문인들과 어울렸다고 한다.
일경의 감시는 계속되었고 사회주의 운동가로서의 유명세로 인해 그는 계속 일본경찰의 감시속에서 계속 예비검문·검속을 받았다. 42년 태평양전쟁 발발이후 일제로부터 임전보국단 가입을 권고받았으나 거절했다. 친일파 인사들이 조직한 임전보국단에 참여하지 않았다는 이유로 수개월간 구금되었다.

### 광복 이후 활동
1945년 8월 해방 직후 여운형 계로부터 건국준비위원회 간부로 선출되었으나 박헌영의 공산당 계열에 의해 건준이 좌경화 되자, 박헌영에 반발하여 사퇴하였고, 건준이 조선인민공화국으로 개편되자 그는 박헌영을 강하게 비판하면서 동시에 인공내각 수립을 반대했다. 9월 좌익진영을 이탈, 전향하여 우익진영인 한국민주당의 발기인으로 참가해 조직부장을 맡았다.
1945년 12월 한독당 당수 김구가 모스크바 3상회담에 반발, 강력한 반탁운동을 추진하자 12월 30일 결성된 신탁통치반대 국민총동원위원회 위원이 되었다.
이후 한민당의 정치노선에 싫증을 느껴 1946년 10월 한민당에서 탈당했다. 그리고 김규식을 총재로 하는 민족자주연맹의 창립에 참여하여 상임위원직을 맡아 좌우합작운동에 활동한다. 그러나 좌우합작운동은 결국 제2차 미소공위 결렬 실패로 1947년 12월에 해체되었고, 이후 단독정부 수립이 가시화된다. 김약수는 이무렵 현실적인 노선으로 선회하여 단독정부 수립운동에 참여하게 된다.

### 대한민국 정부 수립 이후
1948년 5.10총선거 때 경상남도 동래 선거구에서 출마하여 제헌의원에 당선, 5월 30일 국회 개회시 초대 국회부의장에 선출되었다.
1949년 2월 초 70명의 소장파의원들과 함께 미군 철군을 요구하는 '의원청원서'와 '정부불신임표결 건의서'를 작성하여 모든 장관들의 사임 요구 등의 의견을 발표하였다. 국회에서 반민족행위 특별조사위원회 활동에 적극적으로 나서는 등 소장파 의원들을 지도하다가 좌익으로 몰려 대통령 이승만의 미움을 사게 되었다.
1949년 6월, 소위 국회프락치 사건에 연루되어 기소되었다. 첫 공판에서 공소 사실을 입증하는 증거혐의가 없어 공판에서 석방되자, 공판을 15회나 받게 하여 김약수 등 국회의원 6명을 비롯 10여 명 모두 유죄판결을 받고 수감되었다. 항소를 하여 서울고등법원에 계류 중 6.25남침으로 형무소에 갇혀있다가 북한으로 월북하였다.

### 조선민주주의인민공화국 정치 활동
피랍 후 1956년 재북평화통일촉진협의회 상무위원겸 집행위원을 지내면서 반김일성운동을 하다 1959년 반당반혁명분자로 지목, 재판받고 숙청되어 평안북도 산골로 추방되어 고생하다가 별세했다.

## 이력
- 동래 기장읍 동부리 240에서 김은홍의 장남으로 태어났다.
- 서울로 상경하여 휘문의숙, 경성공업학교를 졸업하였다.
- 일본 니혼 대학 사회과를 졸업하였다.
- 1945년 8월 여운형계의 건국준비위원회(건준) 간부로 선출되었으나, 사퇴하였다.
- 1945년 9월 한민당 창당후 9월 21일 당 조직부장에 선임되었다.[3]
- 1946년 10월 한민당을 탈당, 민중동맹의 창립에 참가, 상임위원직에 피선되었다.
- 1946년 12월 남조선과도입법위원회 관선의원으로 피선되었다.
- 1948년 5월 10일 : 제헌 국회의원(경남 동래), 국회부의장에 선임되었다.
- 1950년 한국 전쟁 때 월북하였다.

## 역대 선거 결과
| 실시년도 | 선거   | 대수 | 직책     | 선거구      | 정당       | 득표수   | 득표율          | 순위 | 당락 | 비고 |
| -------- | ------ | ---- | -------- | ----------- | ---------- | -------- | --------------- | ---- | ---- | ---- |
| 1948년   | 총선   | 1대  | 국회의원 | 경남 동래군 | 조선공화당 | 17,455표 | \| \| 66.28% \| | 1위  |      | 초선 |
|          | 66.28% |      |          |             |            |          |                 |      |      |      |

## 같이 보기
- 김원봉
- 조선공산당
- 박헌영
- 한국민주당
- 국회 프락치 사건

## 참고 자료
- 《대한민국 의정총람》, 국회의원총람발간위원회, 1994년
- 김약수 - 대한민국헌정회

| 전임 김양수 | 제1대 국회 (제 1)국회부의장 1948년 5월 31일 - 1950년 5월 30일 | 후임 윤치영 |